# Departamento San Carlos (Mendoza)
Das Departamento San Carlos liegt im Westen der Provinz Mendoza im Westen Argentiniens und ist eine von 18 Verwaltungseinheiten der Provinz. 
Es grenzt im Norden an die Departamentos Tunuyán und Rivadavia, im Osten an das Departamento Santa Rosa, im Süden an das Departamento San Rafael und im Westen an Chile. 
Die Hauptstadt des Departamento San Carlos ist das gleichnamige San Carlos. 

## Distrikte
Das Departamento San Carlos ist in folgende Distrikte aufgeteilt:
- Chilecito
- Eugenio Bustos
- La Consulta
- Pareditas
- Tres Esquinas

Koordinaten: 33° 48′ S, 69° 0′ W